# Riki Levi
Riki Levi, punim imenom Rifka Levi (Sarajevo, 8. avgust 1907. — Njujork, 12. oktobar 1968.) je bila prva sefardska profesionalna balerina i primabalerina Narodnog pozorišta u Beogradu.

## Biografija
Rifka Levi je rođena 8. avgusta, 1907. godine u Sarajevu, u sefardskoj porodici oca Leona, trgovca, i majke Estere, domaćice, kao šesto od sedmoro dece.
Odrastala je u mnogočlanoj porodici u kojoj su svi članovi bili veoma posebni sa svojim talentima, ali i pogledima na život koji se razlikovao, kako od njihove sefardske, tako i od tradicionalne balkanske kulture i običaja koje su poštovali, ali im nisu robovali po svaku cenu. U toj posebnosti, prednjačile su sestre Levi koje su se, za ono doba, osmelile na nešto što nije bilo uobičajeno za tadašnje prilike: Laura je postala feministkinja i književnica, Nina je postala modiskinja, Klara se udala za katolika i otisnula u svet, Riki je postala balerina, a Blanka, živela je nevenčano sa Srbinom pravoslavne vere.
Njena baletska karijera počinje u Sarajevu 1919. godine, a završava se u Narodnom pozorištu u Beogradu 1935. godine, povredom, odnosno slamanjem kuka na sceni. Školovala se u baletskim školama u Zagrebu, Beču i Parizu.
Povreda je bila teška i zahtevala dugotrajno lečenje u Beogradu, Zagrebu i Milanu. Narodno pozorište je otpušta, što ju je prinudilo da se vrati u Sarajevo, gde nije uspela da dobije angažman kao baletski pedagog u udruženju Cvijeta Zuzorić. Vraća se u Beograd i, uz pomoć sestre Nine, otvara modističku radnju  u pasažu, u Knez Mihajlovoj ulici u Beogradu. Za vreme nemačkog bombardovanja Beograda 6. aprila 1941. godine, Riki uspeva da pobegne iz prestonice, dobija lazne papire i dokumenta, a zatim se kao Jevrejka krije u selu Grbavču kod Ljiga pod imenom Milica Marušić. Nakon rata se vraća u Narodno pozorište i tu provodi neko vreme radeći kao kostimograf. Na poziv svoje sestre Klare 1957. godine je otišla u Njujork (gde se kasnije i preselila) zbog operacije kuka. U Njujorku živela je sa starijom sestrom Klarom Levi. Često je posećivala Jugoslaviju i svoju porodicu (sestru Blanku Kuić, zeta Metodija Kuića, u knjizi i seriji prikazanog kao Marka Koraća, sestričinu Indu, odnosno Gordanu Kuić), kod kojih je ranije živela, ali se Riki nikada nije vratila za stalno u Jugoslaviju. Nakon smrti sestre Klare, Rikica nastavlja da živi u Njujorku narednih godina, sve do svoje smrti 12.oktobra 1968.godine.

## Baletska karijera
Baletska karijera Levijeve je počela u kulturnom društvu Benevolencija, koje ju je 1919. godine poslalo na školovanje u baletsku školu Zagreb. Sledeće godine, još kao učenica, je imala prvi javni nastup u Sarajevu. Nakon dodatnog školovanja u Beču, u baletskoj školi Karla Rajmonda, 1923. godine postaje igračica u baletu Narodnom pozorištu u Beogradu, gde je 1927. godine postala solo balerina, igrajući niz karakternih uloga i solo minijatura. Kritičari su je isticali kao igračicu sa posebnim talentom za stilizovanu grotesku.
Na usavršavanje u Pariz je poslata 1932. godine, gde je studirala u školi klasičnog ruskog baleta profesora Nikolaja Legata i gospođe Nižinski. Kao balerina Narodnog pozorišta, gostovala je u Francuskoj, Austriji, Nemačkoj, Čehoslovačkoj, Španiji i Grčkoj. Vrhunac karijere ostvarila u sezonama između 1931. i 1934. godine, kada je trebala da potpise ugovor sa "Sadler's Wells-om", ali usred izvođenja baletskog koraka, po recima njene sestričine, odnosno naše poznate književnice i spisateljice Gordane Kuić: "Skočila je na sceni, pala je, igrala dalje, ponovo pala, ponovo igrala, i na kraju morala da prestane da igra".
Njene zapaženije uloge obuhvataju Sladoled u Labudovom jezeru, Kanarinka i Bela mačka u Začaranoj lepotici, Ljubimče dvora i Arapka u Rajmondi, Beba u Vili lutaka, Pajac i Strelica u Kopeliji, Mor u Don Kihotu i druge.

## U popularnoj kulturi
Lik Levijeve je obrađen u trilogiji njene sestričine i srpske književnice Gordane Kuić, u romanima Miris kiše na Balkanu i Cvat lipe na Balkanu, po kojima su rađene i istoimene serije u kojima lik Riki Salom, baziran na Levijevoj, tumače Aleksandra Bibić u prvom delu, i Nataša Ninković u drugom delu. U njenom rodnom Sarajevu, koreograf i režiser Slavko Pervan je kreirao balet Miris kiše na Balkanu – balet o Riki, koji je premijerno izveden u Sarajevu 1992. godine, a u Beogradu balet je odigran iste godine na BEMUS-u. Levijevu je tumačila balerina Tatjana Kladničkina.

## Literatura
- Гаон, Александар, ур. (2011). Знаменити Јевреји Србије (PDF). Београд: Савез јеврејских општина Србије. Архивирано из оригинала (PDF) 2. 12. 2021. г.

## Spoljašnje veze
- Trejler za seriju Miris kiše na Balkanu на веб-сајту